# Дянков, Симеон
Симеон Денчев Дянков (болг. Симеон Денчев Дянков; род. 13 июля 1970, София) — болгарский экономист и государственный деятель, профессор Лондонской школы экономики. Доверенное лицо с правом голоса по акциям подсанкционных акционеров Альфа-Банка Украина с апреля 2022 года. В марте 2025 года Симеон Дянков возглавил Финансовый совет, также называемый «Советом мудрецов». Институт был создан в 2016 году как независимый орган для мониторинга и анализа бюджетной политики страны, а также для предоставления оценок и консультаций по поддержанию устойчивости государственных финансов и качественных макроэкономических и бюджетных прогнозов. Членами совета, как правило, должны быть проверенные финансовые эксперты, поэтому при создании он получил название «Совет мудрецов».

## Биография
Выпускник средней школы с преподаванием на немецком языке в г. Ловеч. Магистр и доктор по международным коммерческим и финансовым отношениям Мичиганского университета.
Проработал 14 лет во Всемирном банке. Известен как основной автор проекта Doing Business. Исполнял обязанности директора научного центра по экономике в Гарвардском университете. С 2004 по 2009 год являлся ассоциированным редактором «Журнала сравнительной экономики» („Journal of Comparative Economics”).
Министр финансов и вице-премьер в правительстве Болгарии с 27 июля 2009 по 13 марта 2013 года. Когда попал в правительство, имел также гражданство США; публично заявил, что откажется от него.
В мае 2012 года выбран председателем Наблюдательного совета Европейского банка реконструкции и развития, первый председатель из бывших социалистических стран в истории банка (созданного в 1991 году).
Профессор Школы государственного управления (Kennedy School of Government) того же университета с июля 2013 года.
С 1 октября 2013 по 8 октября 2015 года — ректор Российской экономической школы. 
В апреле 2022 года Альфа-Банк Украина согласовал с Национальным Банком Украины кандидатуру Симеона Дянкова как доверенное лицо, которому передалось право голоса по акциям акционеров, чья репутация признана небезупречной, и право любым образом участвовать в управлении банком. В пределах полномочий и законодательства Симеон Дянков участвует в управлении банком.
Помимо этого, в настоящее время Симеон занимает должность исполнительного директора [исследовательской] Группы по финансовым рынкам Лондонской школы экономики.